# Cerberus hadművelet
A Cerberus hadművelet (németül: Unternehmen Cerberus) a második világháború azon áttörési kísérletének volt a fedőneve, mely során a német haditengerészet (Kriegsmarine) néhány kisebb hajója, valamint a Scharnhorst, a Gneisenau és a Prinz Eugen megpróbált kitörni Brest kikötőjéből, majd németországi kikötőkbe jutni a La Manche-on keresztül. A hadművelet elnevezése utalás Kerberoszra, a görög mitológiában az alvilág kapuját őrző háromfejű kutyára.
1942. február 11-én éjjel 21:15 a hajók elhagyták Brestet és több mint tizenkét órán keresztül észrevétlenül haladtak, majd megérkeztek a Doveri-szoroshoz. A Brit Királyi Légierő (Royal Air Force, RAF), a Brit Flottalégierő (Fleet Air Arm, FAA) és a parti tüzérség támadásainak ellenére minden hajó elérte végcélját február 13-ára. A hadműveletet „Csatornafutam” néven is emlegetik. A spanyol armada 1588-i Csatornán való átkelése óta ez volt az első sikeres átkelése egy idegen haditengerészeti flottaerőnek.

## A német terv
A Scharnhorst és a Gneisenau 1941. március 22-én érkezett meg Brestbe az Atlanti-óceánon történő portyázásuk után. A Prinz Eugen 1941. június 1-jén futott be Brest kikötőjébe, miután részt vett a Rheinübung hadműveletben. Brestben a hajókat megjavíthatták és feltölthették, bár gyakran voltak célpontjai ellenséges légitámadásoknak. Mivel Hitler meg volt győződve arról, hogy Norvégiát a szövetségesek inváziója fenyegeti, elrendelte, hogy a Kriegsmarine hívja haza a hajókat a németországi kikötőkbe. A berlini admiralitás jobbnak tartotta a Dánia-szoroson való átkelést, de fontolóra vették a sokkal rövidebb, ugyanakkor sokkal veszélyesebb La Manche-on át vezető útvonalat is.
A dilemmát a Führer gyorsan megoldotta, ugyanis a La Manche-t választotta útvonalnak és a Párizsban lévő német Nyugati Tengerészeti Parancsnokság hozzá is látott a flotta átszállításának tervezéséhez. Bár a hadműveletet a Brest csoportot vezető Otto Ciliax altengernagy irányította, a Nyugati Tengerészeti Parancsnokság pedig, melyet Alfred Saalwächter tengernagy vezetett, volt a felelős a tervek kidolgozásáért.
Miután Hitler elrendelte a hadműveletet, megindult az aknátlanítás, a radarzavaró állomások felállítása, a német tengeralattjárók meteorológiai adatokat küldtek, néhány romboló Brest és a csatorna közé vonult, hogy biztosítsa a menekülési útvonalat. Ezenkívül az ász pilóta, Adolf Galland ezredes is részt vett a Scharnhorst-on zajló tervezési gyűléseken, ahol biztosította az útvonal légi fedezetét.
Ciliax altengernagy, aki személy szerint kételkedett a Cerberus hadművelet sikerében, problémákkal küzdött. Óriási hajói nem voltak már azok a tökéletes harci gépezetek, mint egykoron, és nem is néztek már ki úgy. Amíg Brestben tartózkodtak, számos szakembert máshova vezényeltek. Ettől függetlenül a morál jó volt a hajókon; nem történtek szabotázsakciók a bresti kikötőben, és a legénység szabadon kimehetett a szárazföldre. A barátságtalan lakosok hamar gyanakodni kezdtek, hogy a hajó kifutni készül. A németek, hogy félrevezessék a franciákat (és rajtuk keresztül a briteket), egy dél-atlanti utazásnak állították be az utat. Gyorsan terjedtek a városban a pletykák, miszerint a németek trópusi sisakokat és „trópusi használatra” feliratú olajoshordókat pakoltak a fedélzetre.

## A britek válasza
A brit parancsnok, Bertram Ramsay, a Királyi Haditengerészet (Royal Navy) altengernagya, kirendelt hat, torpedóval felszerelt rombolót, amiknek négyórás készenlétben kellett volna állniuk a Temze torkolatánál, de azok nem voltak ott. Igaz, tartózkodott három Hunt osztályú kísérőromboló, de azok nem voltak felszerelve torpedóval, így nem jelentettek nagy veszélyt a németek óriási hajóira, a Doverban és Ramsgate-ben lévő 32 darab motoros torpedónaszád pedig el volt foglalva a németek hasonló hajóival. A RAF, az FAA és a Bombázó-parancsnokság gépei pedig különböző okokból képtelenek voltak hatékony támogatást nyújtani a német hajók ellen.
A britek arra számítottak, hogy a németek úgy időzítik a csatorna legveszélyesebb pontján, a Dover és Calais közt lévő szoroson való átkelést (ebben a szorosban a német hajóknak a brit parti lövegek hatósugarán belül kellett mozogni), hogy azt éjjel tudják végrehajtani. Ezzel szemben a németek sokkal fontosabbnak tartották, hogy kihasználják a meglepetés erejét, ezért éjjel hagyták el Brest kikötőjét, így tizenkét órán keresztül észrevétlenül hajózhattak a szoros felé. A britek nem számítottak erre a vakmerő német akcióra. Az FAA felderítőgépei az éjszakai őrjárat során nem észlelték, hogy a német hajók elhagyták Brestet, ugyanis radarjaik nem működtek megfelelően. Az első gyanús jel a Királyi Légierő egyik radarkezelőjétől jött, aki szokatlanul nagy német légi aktivitást észlelt a La Manche felett. A hajókat elsőként a Vadász-parancsnokság két Spitfire vadászgépe vette észre, de szigorú parancsuk volt, hogy nem törhetik meg a rádiócsendet (valamint nem volt parancsuk a hajók keresésére), így nem jelenthették a hajók jelenlétét a feletteseiknek, egészen földet érésükig.
A Vadász-parancsnokság nem számított arra, hogy német hadihajókat észlel a La Manche-on, ezért értékes időt vesztettek el, amíg a látottak jelentése végigért a parancsnoki láncon és eljutott a Bombázó-parancsnokságáig. A motoros torpedónaszádok és a Flottalégierő hat darab Fairey Swordfish típusú torpedóbombázó repülőgépének összehangolatlan támadásának nem sikerült kárt okozni a német hajókban. Ennek ellenére a támadó Swordfish-ek legénységének bátorságát, akik meghaltak a támadás során, mindkét fél megjegyezte. Ramsey később így írt róluk: „Véleményem szerint ennek a hat Swordfish repülőgépnek a hősies bevetése az egyik legjobb példa az önfeláldozásra és a háborúban való kötelességtudatra, amit valaha is láttam”. A német Cilliax altengernagy pedig a következőket mondta: „A maroknyi elavult gép pilótáinak bátorsága túltett minden más cselekedeten azon a napon”.
A Bombázó-parancsnokság válasza késedelmes volt és csak 39 bombázót vetettek be a 242-ből, hogy találják meg és bombázzák a hajókat, de egy bomba sem találta el a célt. A bombázók mellett a Királyi Légierő Vadász-parancsnokságának 398 Spitfire és Hurricane vadászgépét is bevetették 1942. február 12-én. Mindent összevetve 675 brit repülőgép (398 vadászgép, 242 bombázó és 35 a Parti parancsnokság Hudsonjai és Beaufortjai közül) emelkedett a magasba, hogy megtalálja és megtámadja a német hajókat.
1942. február 12-én délben a csatornára néző parti lövegek akcióba léptek. A Déli Előföldön (South Foreland) lévő üteg újonnan felszerelt K típusú radarja talált rá a Brest csoport hajóira, amik éppen a csatornán hajóztak Cap Gris Nez felé.
12:19-kor az első lövés is eldördült. Mivel a maximális látótáv mindössze öt mérföld volt, sem szemmel, sem radarral nem lehetett észlelni, hogy a lövedék célt ért-e. A K típusú radar csippanásai viszont tisztán jelezték a hajók cikk-cakkban történő mozgását, ezért teljes tüzérségi sortűz kezdődött, amiben nem figyeltek a találatok pontosságára. A 30 csomóval haladó német hajókra 33 löveg tüzelt amíg ki nem értek az ütegek lőtávolságából, de egyetlen lövedék sem találta el azokat.
A hat régi romboló és a négy valamivel újabb Hunt osztályú kísérőromboló, Ramsey legnagyobb meglepetésére, nem volt a helyén. Ahelyett, hogy a kijelölt körleten várakoztak volna, a hajók az Északi-tengeren lőgyakorlatot tartottak. Később elindultak délre, hogy elfogják az ellenséges hajókat, de mire odaértek már csak egy torpedósorozatra volt idejük, de azok közül is mind célt tévesztett. A németek ellentüze viszont komoly sérüléseket okozott az egyik brit rombolón, a HMS Worcesteren.

## Végkimenetel
1942. február 13-án délelőtt Ciliax altengernagy üzenetet küldött Saalwächter tengernagynak Párizsba, a következő tartalommal: „Kötelességem jelenteni, hogy a Cerberus hadműveletet sikeresen végrehajtottuk.”
A brit szolgálatoknak (Királyi Haditengerészet, Királyi Légierő és a Hadsereg) nem sikerült megállítani a Brest csoport hajóit, mielőtt elérték volna a biztonságos német vizeket, ezen kívül pedig számos sérülést szenvedett egy rombolójuk és 42 repülőgépet elveszítettek. A németeknek sem sikerült sérülésmentesen átjutniuk a szoroson. A Scharnhorst két aknának nekiment Flushingnál és Amelandnál, de végül biztonságban megérkezett Wilhelmshavenba 1942. február 13-án. A Gneisenau is egy aknának ment neki Terschellingnél, de folytatta útját a „szerencsés hajóval”, a sértetlen Prinz Eugen-nel. Végül mindkét hajó kiköthetett 9:30-kor Brunsbüttelnél. A Jaguar és a T.13 nevű torpedónaszád megsérült a bombák repeszei és a géppuskatűz által. A német légierő, a Luftwaffe 17 vadászgépet vesztett a hajók védelme közben.
A következő napon egész Németország a hőstettnek örvendett, de a hajók tisztjei és legénysége túl fáradt volt, hogy részt vegyen a mulatságokban.
Britanniában a hangulat komorabb volt. A The Times így írt az esetről: „Ciliax altengernagynak sikerült az, ami Medina Sidonia hercegnek nem. Semmi nem sértette meg jobban a tengeri hatalmunk becsületét a tizenhetedik század óta. […] Ez a Királyi Haditengerészet azon legendájának végét jelenti, miszerint soha nem jutott át ellenséges hadiflotta a csatornán háború idején.”
Mindazonáltal a Kriegsmarine vesztesége a háború későbbi szakaszára nézve tetemesnek nevezhető: három jól páncélozott cirkálóját (köztük kettő csatacirkáló) vesztette el időlegesen, melyek a kikötői javítómunkák miatt fokozottan ki voltak téve a RAF légi támadásainak. Később már nem vettek részt a szövetségesek nyugati hajókonvojainak támadásában. Néhány héttel később a St. Nazaire-i rajtaütésben (Chariot hadművelet) a nyugat-franciaországi német hadikikötőt is harcképtelenné tették brit kommandócsoportok, mellyel az észak-atlanti konvojok veszélyeztetettsége nagy mértékben csökkent. Norvégiai bevetése alatt február 23-án a HMS Trident brit tengeralattjáró megtorpedózta a Prinz Eugen-t, jelentős károkat okozva rajta, egyéves munkát adva a javítóműhelyeknek. Még azon a héten, pár nappal később, február 26–27-én a Kielben horgonyzó Gneisenau brit bombatámadásban súlyosan megrongálódott, ami miatt harcképtelenné vált a háború további szakaszában. A Scharnhorst 1942 augusztus elejéig a kieli javítás és futáspróbák miatt nem volt hadra fogható.

## Fordítás
- Ez a szócikk részben vagy egészben  az   Operation Cerberus című angol Wikipédia-szócikk ezen változatának fordításán alapul.  Az eredeti cikk szerkesztőit annak laptörténete sorolja fel. Ez a jelzés csupán a megfogalmazás eredetét és a szerzői jogokat jelzi, nem szolgál a cikkben szereplő információk forrásmegjelöléseként.